# Cubist
Cubist ist ein Musikalbum des Hal Galper Quartett mit Jerry Bergonzi, Jeff Johnson und John Bishop. Die am 14. Oktober 2016 im Tommy LiPuma Center for Creative Arts in Cleveland, Ohio, entstandenen Aufnahmen erschienen 2018 auf Origin Records.

## Hintergrund
Mit seinem Fokus auf „die Kunst des Trios“, seit er Ende der 1980er-Jahre das Phil Woods Quintet verlassen hatte, entwickelte Hal Galper ab Mitte der 2000er-Jahre sein Rubato-Trio, das auf insgesamt sieben Alben (bis auf eine) bei Origin Records dokumentiert ist. Daran anschließend setzte der Pianist ein persönliches musikalisches Statement, als er seinen alten Freund, den Saxophonisten Jerry Bergonzi, Ende 2016 für eine Tour und einen Live-Mitschnitt hinzuzog. So entstand das Hal Galper Quartet mit Jerry Bergonzi, das in einem offenen Session-Format live vor einem kleinen Publikum auftrat. Der Bassist Jeff Johnson steuerte einen Großteil der Musik für die Tour und vier Stücke für die Aufnahme des Albums bei, darunter das Titelstück „Cubist“.

## Titelliste
- Hal Galper Quartet Featuring Jerry Bergonzi, Jeff Johnson, John Bishop – Cubist (Origin Records – 82751)[1]

1. Solar (Miles Davis) 5:50
2. Israel (John Carisi) 9:06
3. Artists 5:20
4. Kiwi 11:28
5. Cubist 8:06
6. Scene West 12:57
7. In a Sentimental Mood (Duke Ellington) 7:27
8. Scufflin’ (Hal Galper) 8:29

Wenn nicht anders vermerkt, stammen die Kompositionen von Jeff Johnson.

## Rezeption

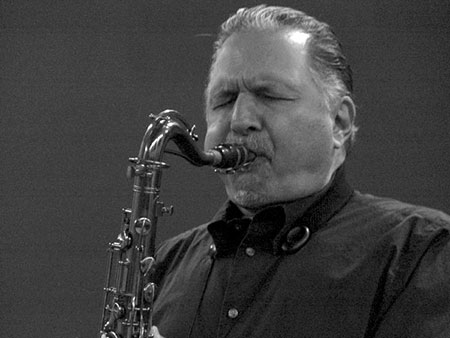
Jerry Bergonzi (2014)

Nach Ansicht von Paul Rauch, der das Album in All About Jazz rezensierte, hätte Galper nach den gemeinsamen Trioalben bei Origin den Erfolg mit seinen Kollegen Johnson und Bishop fortsetzen und einfach als Trio weiter auf Tour gehen können. Doch die Verpflichtung von Bergonzi habe sich als ein weiterer Geniestreich Galpers und seiner zukunftsweisenden Herangehensweise für den Modern Jazz erwiesen. Sein Spiel auf diesem Album sei von Anfang bis Ende wahrhaft transformativ. Es zeige deutlich seine Fähigkeit als Leader, das Ganze höher zu bewerten als die einzelnen Teile. Das Ergebnis sei ein fesselndes Rubato-Erlebnis für den Hörer.
Galpers Trio sei mit Cubist in Topform zurück, meinte Dan McClenaghan in All About Jazz, aber erweitert um den Saxophonisten Jerry Bergonzi, der eine inspirierende Ergänzung wäre. Sein Instrument verleihe den langgezogenen und modellierten Melodien Wiedererkennungswert. Johnsons Kompositionen würden sich mit ihrer nach innen gerichteten Atmosphäre und ihrem Zen-Flow als perfekte Vehikel für die Gruppe erweisen. Cubist sei eines der besten Werke Hal Galpers.